# Атака на Теарце
Атака на Теарце — нападение Армии национального освобождения (АНО) на полицейский участок в Теарце, в результате которого один полицейский был убит а трое получили ранения. Это была одна из первых атак конфликта 2001 года в Бывшей Югославской Республике Македония.

## Предыстория
Несмотря на периодическую напряженность, межэтнические отношения между славянским большинством и этническим албанским меньшинством в БЮРМ не обострились до такой степени, как это наблюдалось в Косово между албанцами и сербами. С момента обретения независимости в 1991 году политические партии этнических албанцев вошли в состав правительства и парламента БЮРМ. Однако в начале 2001 года группа этнических албанских повстанцев, известная как Армия национального освобождения, стала часто нападать на полицейские участки БЮРМ. Первоначально нападения произошли в деревнях недалеко от Тетово и вдоль западной границы с Косово, а затем недалеко от Скопье, столицы БЮРМ.

## Атака
Нападение произошло 22 января 2001 года в понедельник в 2 часа ночи в село Теарце, где основное население составили этнические албанцы. В ходе этого нападения трое боевиков АНО, вооружённые китайским Type 69 RPG и двумя автоматами Калашникова, атаковали полицейский участок в Теарце. Боевики гранатой из гранатомёта убили полицейского Момира Стояновского, а трое полицейских получили серьёзные ранения. Предполагается, что их травмы были получены в результате взрыва двух гранат, выпущенных боевиками по полицейским участкам.

## Последствия
После нападения на Теарце, село попало под контроль АНО которая и взяла на себя ответственность за нападение.
30 января Полиция БЮРМ заявила, что четверо албанцев, обвинённых в нападении с гранатой на полицейский участок в Тиерце, в котором был убит 1 полицейский, действовали самостоятельно. «Эти крайне радикальные люди не являются частью организованной группы» — заявил представитель полиции Стево Пендаровски.
Нападение стало первым нападением в конфликте 2001 года в БЮРМ. Межэтнические столкновения непосредственно привели к девятимесячному вооружённому мятежу в БЮРМ. Несколько дней спустя албанцы в зонах конфликта были арестованы, а АНО и полиция вступили в битву за Танушевци на границе Косово с БЮРМ.